# Rapport Taylor
Cette page se comprend mieux après la lecture de Tragédie de Hillsborough.
Le rapport Taylor est un document, dont les développements ont été supervisés par Peter Taylor, Baron de Gosforth et qui concerne les conséquences et les causes de la tragédie de Hillsborough de 1989. 
La tragédie de Hillsborough est un mouvement de foule qui a eu lieu le 15 avril 1989 dans le stade de Hillsborough situé à Sheffield, dans le nord de l'Angleterre lors du match de football entre Liverpool FC et Nottingham Forest. Quatre-vingt-quinze supporters sont morts le jour même, tandis que Tony Bland, qui a survécu quatre ans dans le coma, fut la quatre-vingt seizième victime.
Un rapport provisoire est publié en août 1989, et le rapport final en janvier 1990. Le rapport a pour ambition de définir les causes de la tragédie et d'établir des recommandations afin de renforcer la sécurité au cours des évènements sportifs futurs.
Le rapport Taylor comprend la recommandation que tous les principaux stades soient équipés de places assises, par opposition avec la pratique de tribunes sans siège où les spectateurs sont debout. La ligue de football en Angleterre et la ligue écossaise de football ont introduit des règlements obligeant les clubs participant à l'élite de leur système de championnat (les 2 premières divisions en Angleterre) à se conformer à cette recommandation. 
Certains clubs commencent à améliorer leur stade avant même l'introduction de ces règles. Le club de St Johnstone par exemple aménage la construction du McDiarmid Park, pour son utilisation lors de la saison 1989-90.
Le rapport constate que les tribunes comportant des places debout ne sont pas dangereuses en elles-mêmes, mais le gouvernement décide qu'aucune tribune de ce type ne sera permise désormais.
Les autres recommandations du rapport sont relatives à des sujets comme la vente d'alcool dans les stades, la présence de barrières, le prix des tickets et d'autres sujets relatifs aux stades.